# Xihoudu
Das Dorf Xihoudu (chinesisch 西侯渡村, Pinyin Xīhóudù Cūn) gehört zur Großgemeinde Fenglingdu des Kreises Ruicheng im Verwaltungsgebiet der bezirksfreien Stadt Yuncheng der chinesischen Provinz Shanxi. Nach ihm ist die in den Jahren 1961–1962 ausgegrabene Xihoudu-Kultur (chinesisch 西侯度文化, Pinyin Xīhóudù wénhuà, W.-G. Hsi-hou-tu wen-hua), eine frühe altsteinzeitliche Kultur, benannt. Auch eine Faunengemeinschaft des frühen Pleistozäns, die Xihoudu-Faunengemeinschaft (西侯度动物群,  Xīhóudù dòngwùqún), ist nach ihr benannt. 
Koordinaten: 34° 42′ N, 110° 16′ O